# Woodland Hills, Kentucky
Woodland Hills är en inkorporerad ort i Jefferson County i Kentucky. Vid 2020 års folkräkning hade Woodland Hills 736 invånare.